# Tchiressoua Guel
Tchiressoua Guel   (Sikensi, 27 de desembre de 1975) és un exfutbolista ivorià de la dècada de 1990.
Fou internacional amb la selecció de futbol de Costa d'Ivori. Pel que fa a clubs, destacà a AS Saint-Étienne i FC Lorient. També jugà a MKE Ankaragücü.